# Novosedly (ort i Tjeckien, Södra Böhmen, lat 49,09, long 14,28)
Novosedly är en ort i Tjeckien.   Den ligger i regionen Södra Böhmen, i den centrala delen av landet, 110 km söder om huvudstaden Prag. Novosedly ligger 398 meter över havet och antalet invånare är 341. Den ligger vid sjön Voblanov.
Terrängen runt Novosedly är platt.Runt Novosedly är det ganska tätbefolkat, med 166 invånare per kvadratkilometer. Närmaste större samhälle är České Budějovice, 19,2 km sydost om Novosedly. Trakten runt Novosedly består till största delen av jordbruksmark.